# Siphonophora proxima
Siphonophora proxima är en mångfotingart som beskrevs av Chamberlin 1918. Siphonophora proxima ingår i släktet Siphonophora och familjen Siphonophoridae. Inga underarter finns listade i Catalogue of Life.